# 錦光山宗兵衛

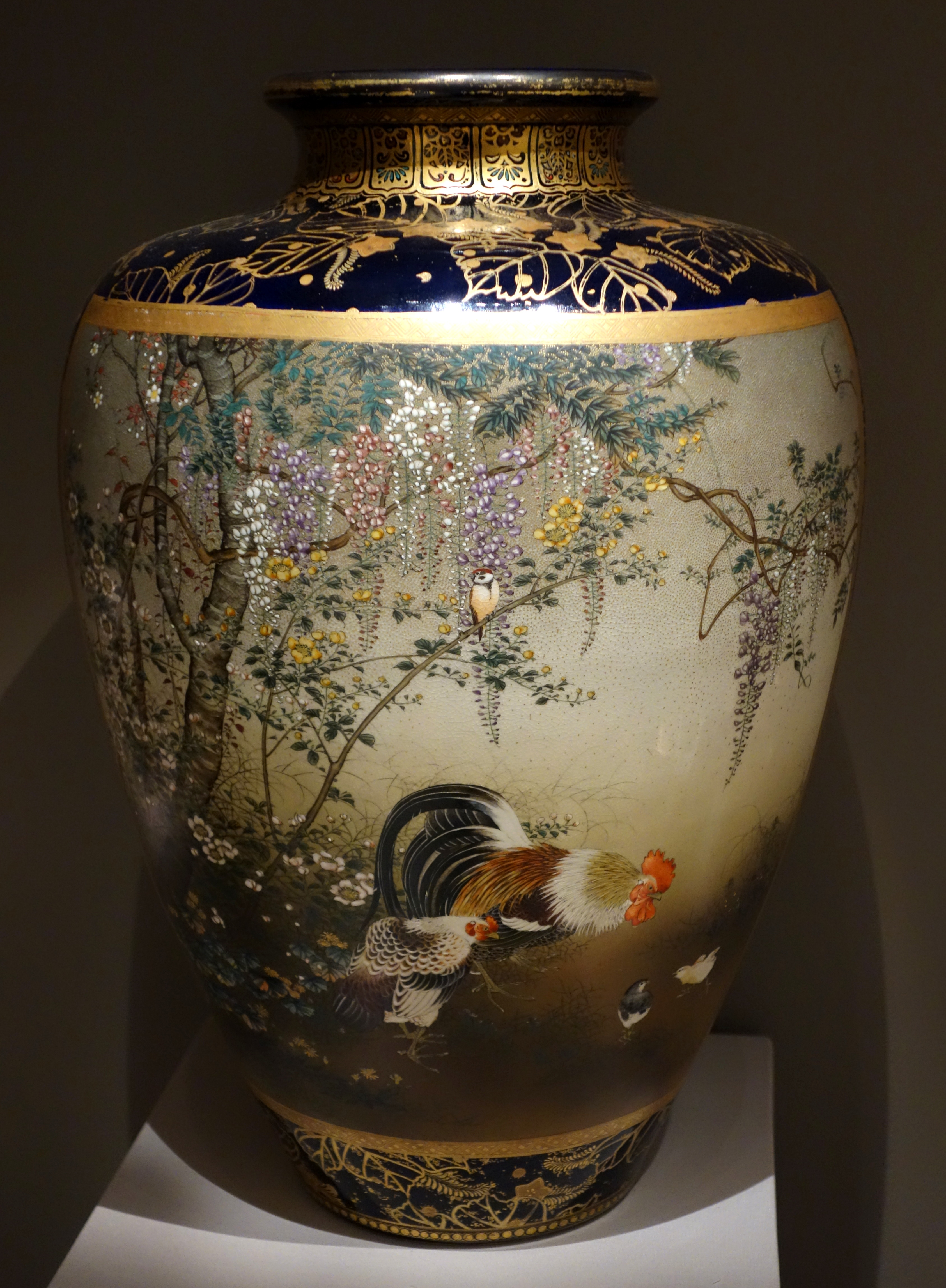
錦光山の粟田焼陶器（1870-1920年）

錦光山 宗兵衛（きんこうざん そうべい）は、日本の京都で代々続いた京焼（粟田口焼）の陶工。三代の喜兵衛(安兵衛)のとき錦光山と号し、六代からは錦光山を姓とした。京都の粟田口で窯業を営んだ。

## 概要
江戸時代前期の正保二年（1645年）頃に、初代徳右衛門が粟田口にて創業したといわれている。姓は小林、鍵屋と号した。
四代喜兵衛、五代與兵衛（よへえ）の兄弟が相次いで没したため、與兵衛の息子の文三郎は丸屋長兵衛の養子となり、十五歳で家督を相続して六代錦光山宗兵衛となった。
幕末期の当主であった六代錦光山宗兵衛は開国に伴い輸出に目を向け、その息子の七代錦光山宗兵衛は明治・大正期の企業家として「錦光山」の名で多くの作品を残した。
七代錦光山宗兵衛は、父（六代錦光山宗兵衛）が輸出事業に積極的であったところから、若くして家業を継いで、京都の製陶業振興に貢献した。そして、薩摩焼に京焼風の絵付けをした「京薩摩」や、陶器を胎に用いた陶胎七宝などを手掛けて、「錦光山」のブランドで欧米をはじめ世界に輸出した。
薩摩焼と同じ色絵金襴手を作り、それを一層精緻にして、しばしば外国へも視察に出かけ輸出に成功した。
陶磁試験所や陶磁器伝習所の設立に尽力し、ここから若い俊秀を輩出した。

## 錦光山系図
- 初代：鍵屋徳右衛門　　　　　（1693-1770年、正保の頃、京都粟田に開窯。七十八歳）
- 二代：鍵屋茂兵衛　　　　　　（1718-1759年、四十二歳）
- 三代：錦光山喜兵衛（安兵衛）（1754-1806年、五十三歳）
- 四代：鍵屋喜兵衛　　　　　　（1782-1832年、五代與兵衛の兄。五十歳）
- 五代：錦光山喜兵衛（與兵衛）（1792-1836年、六代宗兵衛の実父。四十五歳）
- 六代：錦光山宗兵衛（文三郎）（1823-1884年、丸屋長兵衛が養父。六十二歳）
- 七代：錦光山宗兵衛（鉄蔵）　（1868-1927年、六十歳）

　　　　　：

## 作例

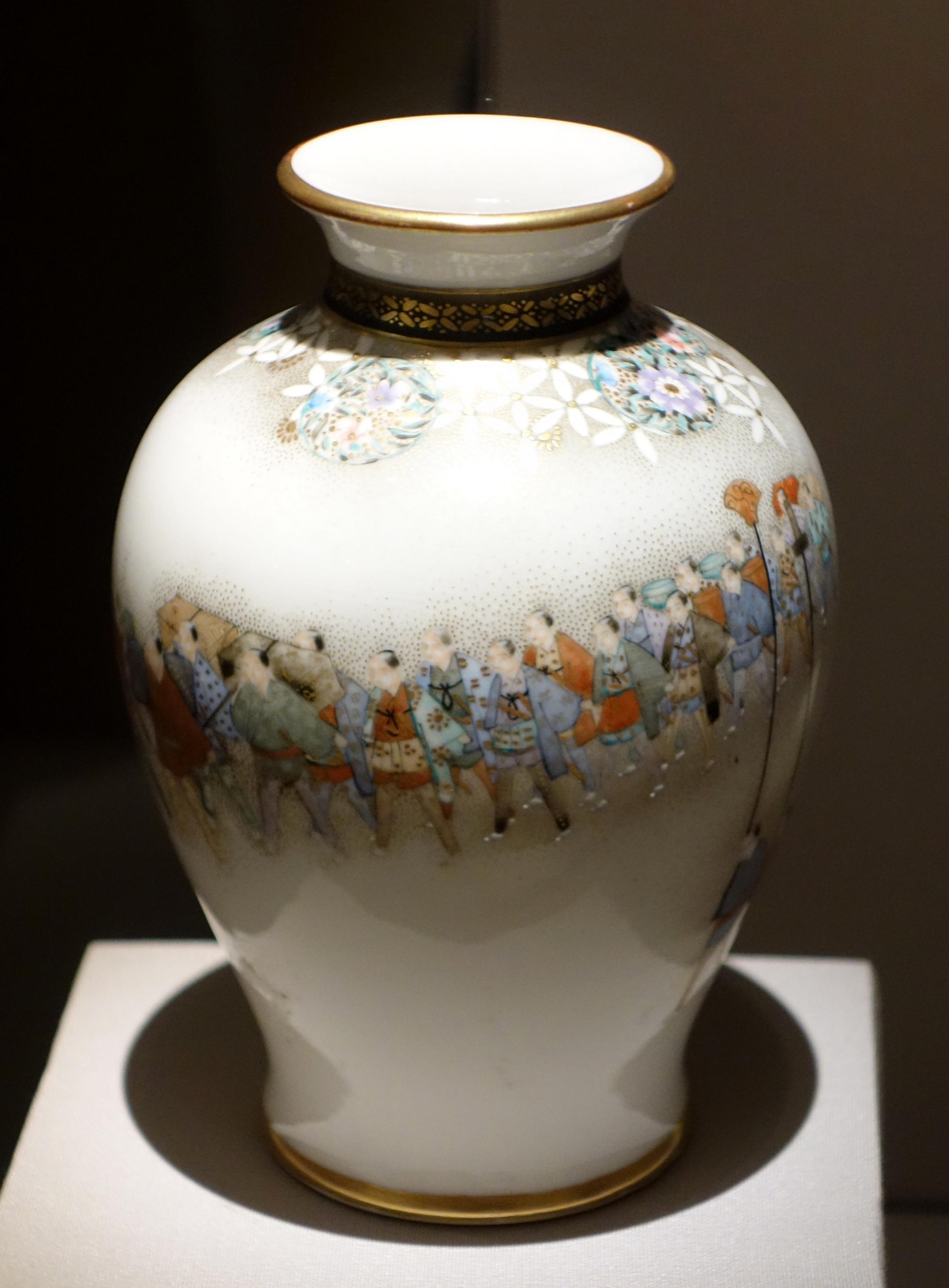
Exhibit in the Chazen Museum of Art, University of Wisconsin-Madison, Madison, Wisconsin, USA.
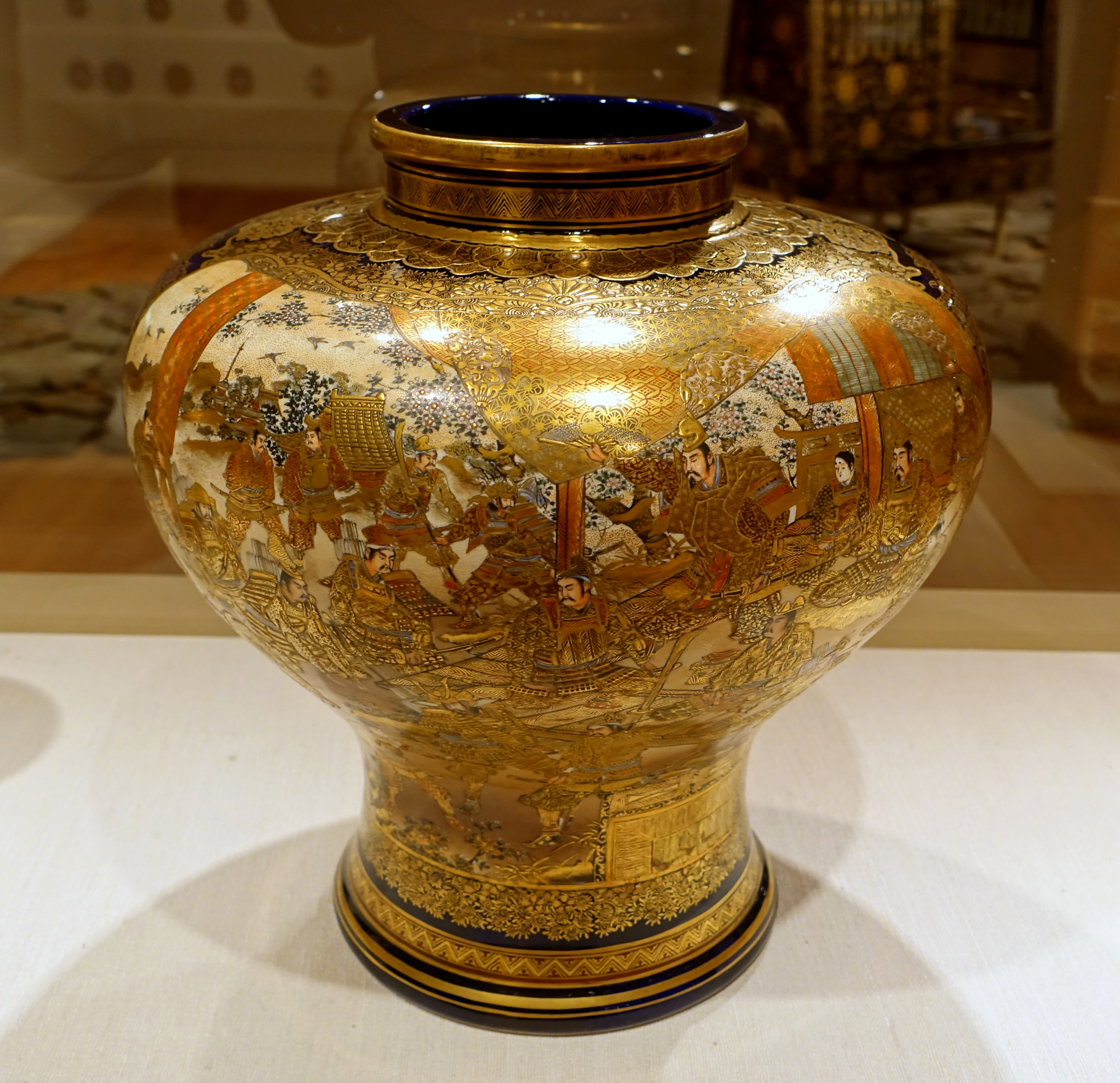
Exhibit in the Peabody Essex Museum - Salem, Massachusetts, USA.
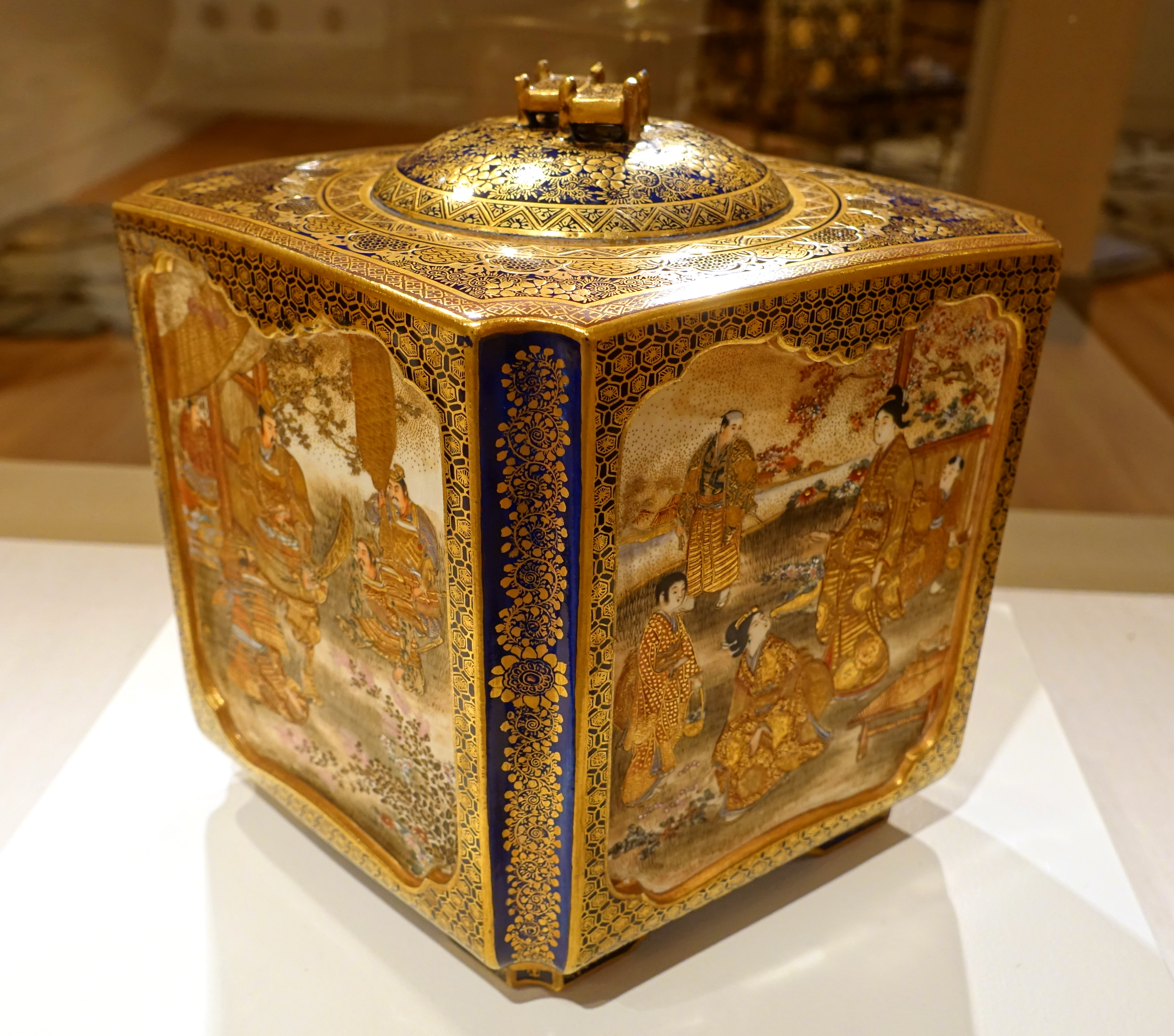
Exhibit in the Peabody Essex Museum - Salem, Massachusetts, USA.
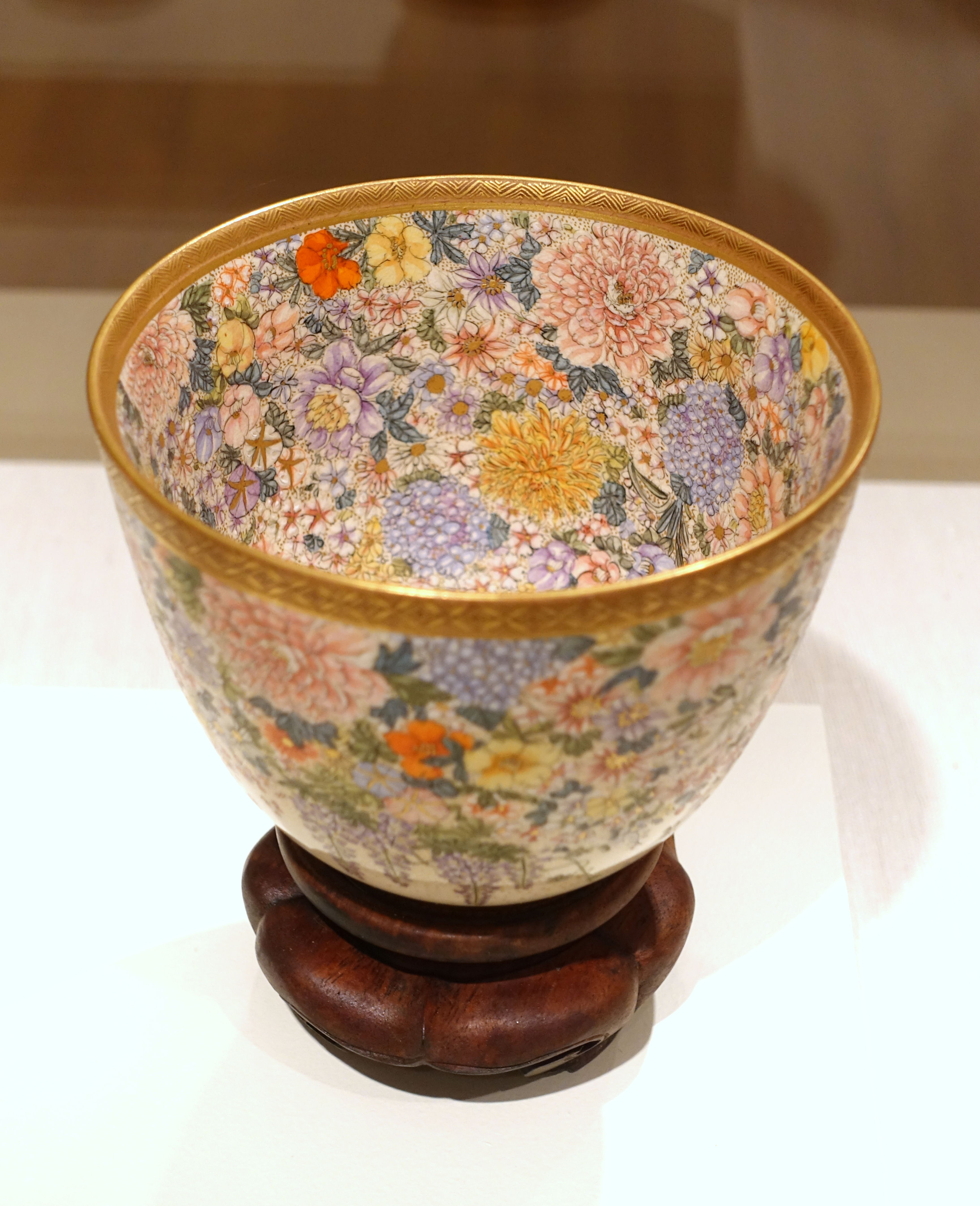
Exhibit in the Peabody Essex Museum - Salem, Massachusetts, USA.
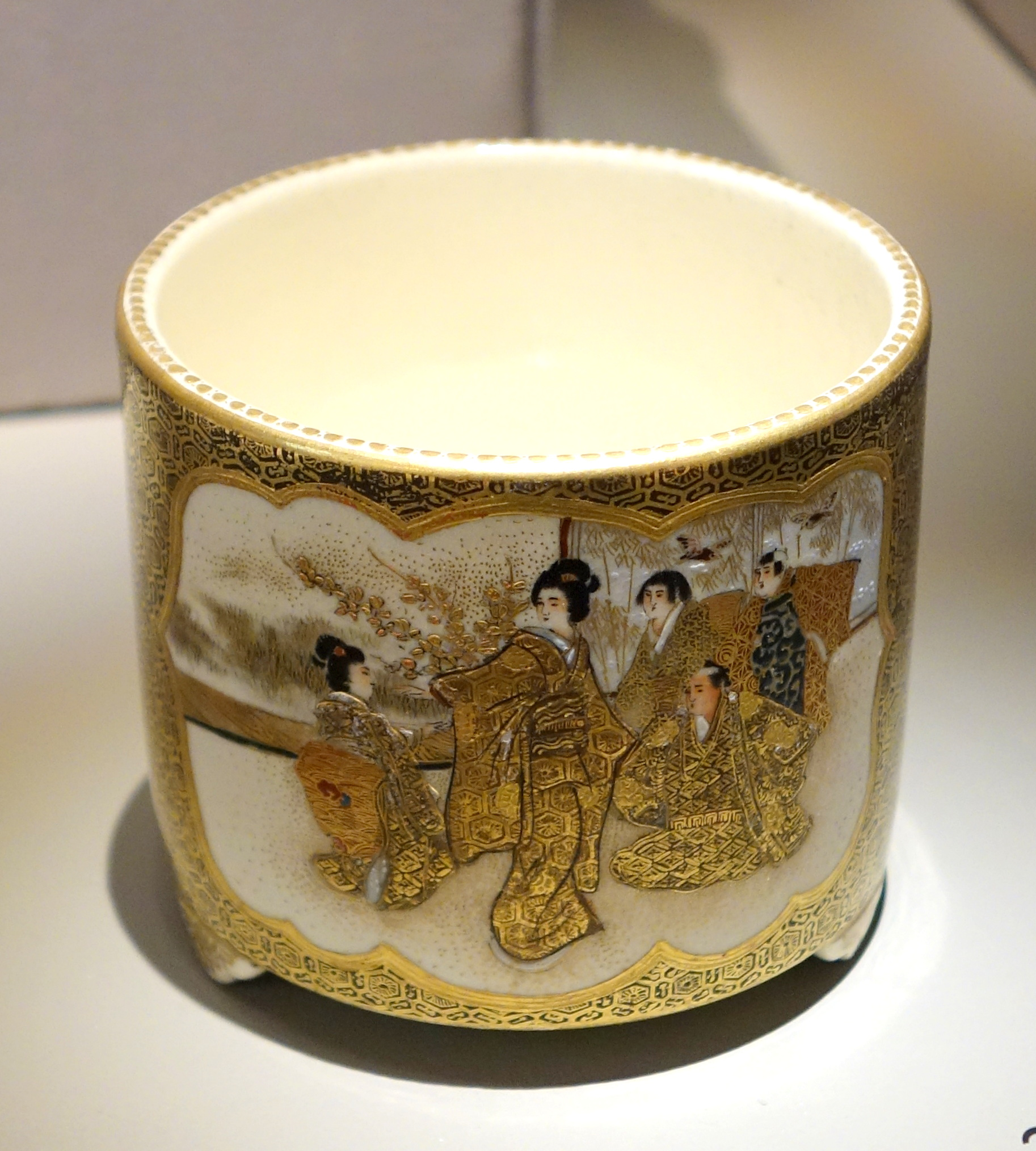
Exhibit in the Chazen Museum of Art, University of Wisconsin-Madison, Madison, Wisconsin, USA.
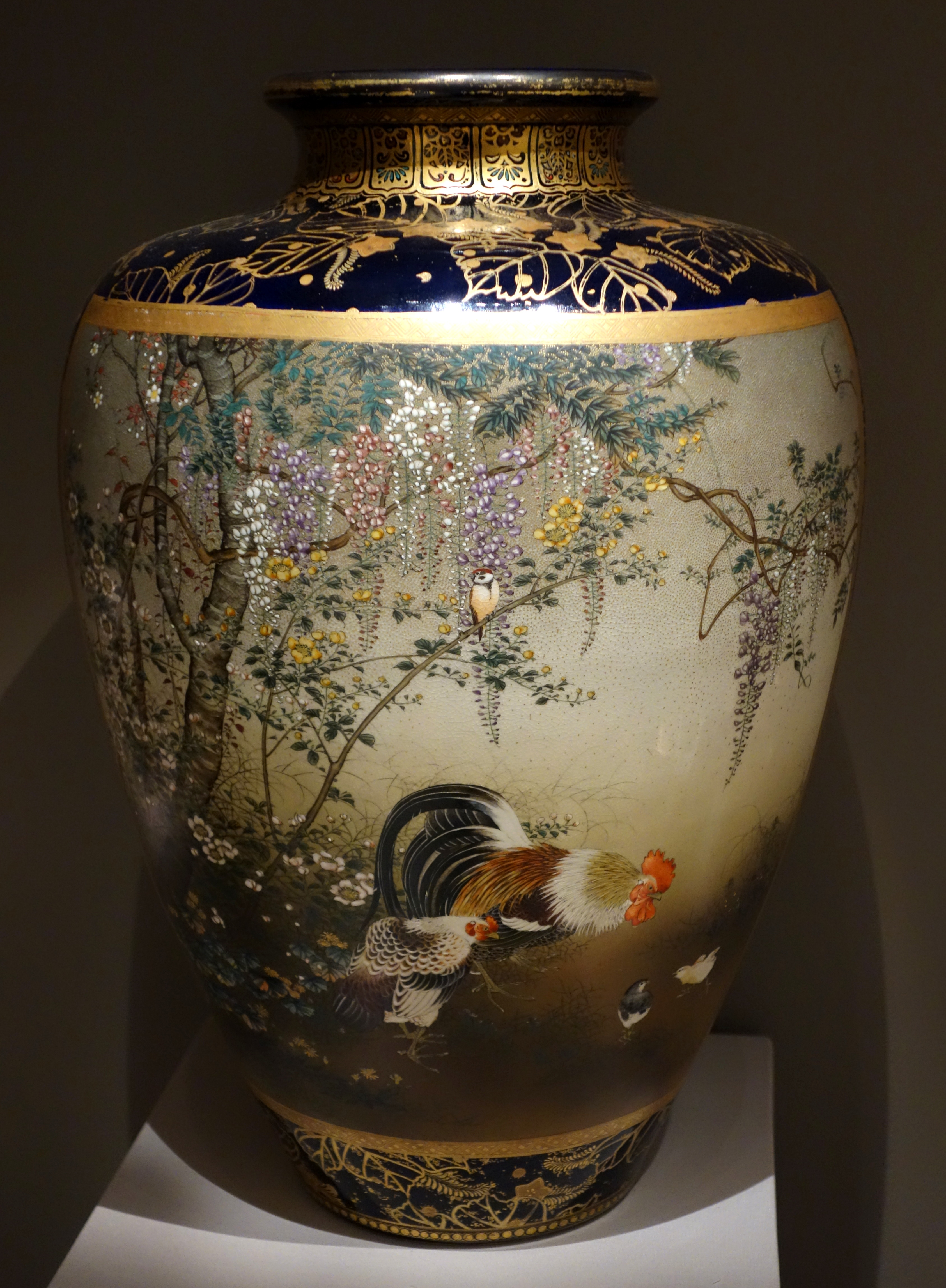
Exhibit in the Chazen Museum of Art, University of Wisconsin-Madison, Madison, Wisconsin, USA.
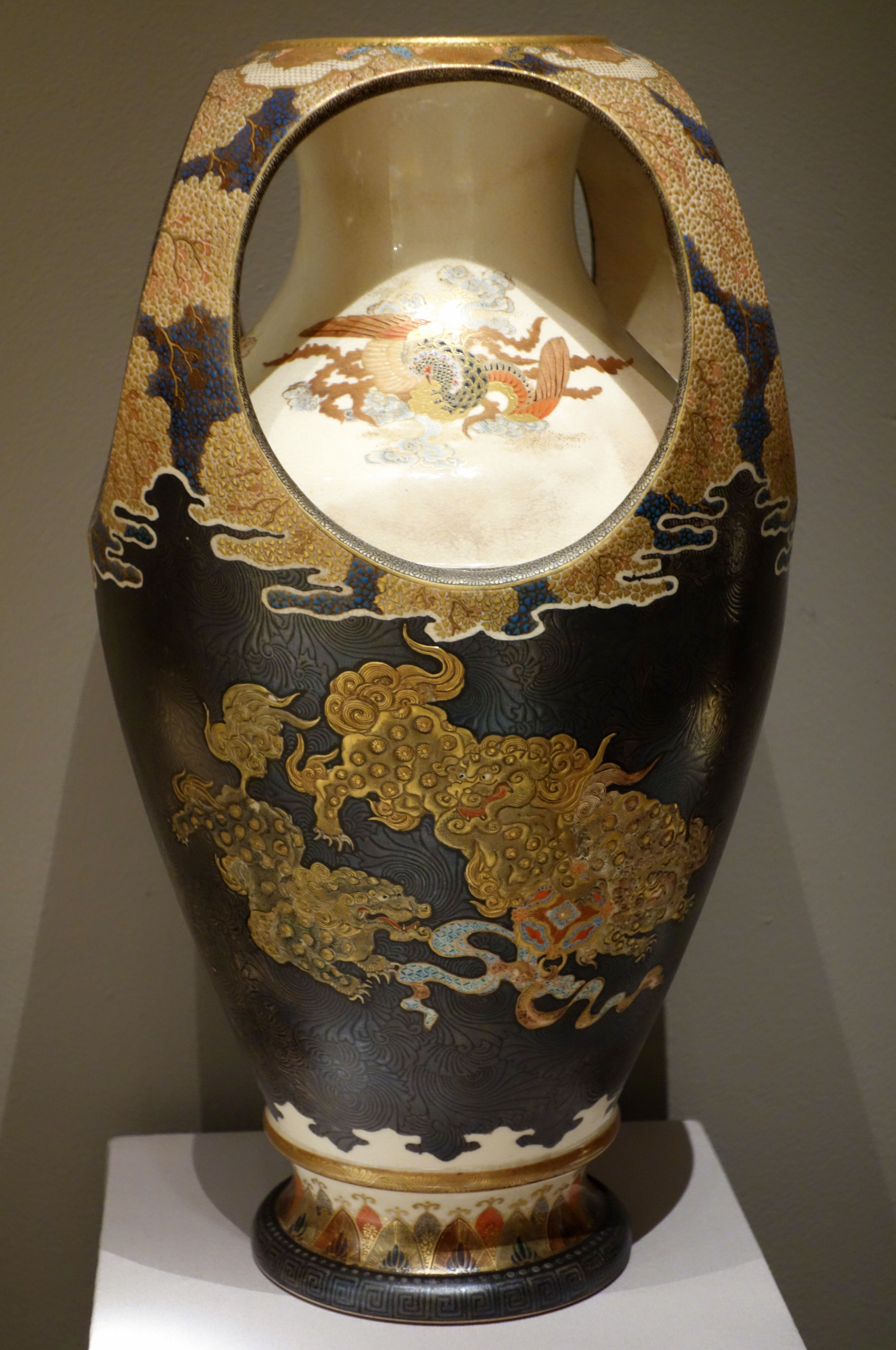
Exhibit in the Chazen Museum of Art, University of Wisconsin-Madison, Madison, Wisconsin, USA.
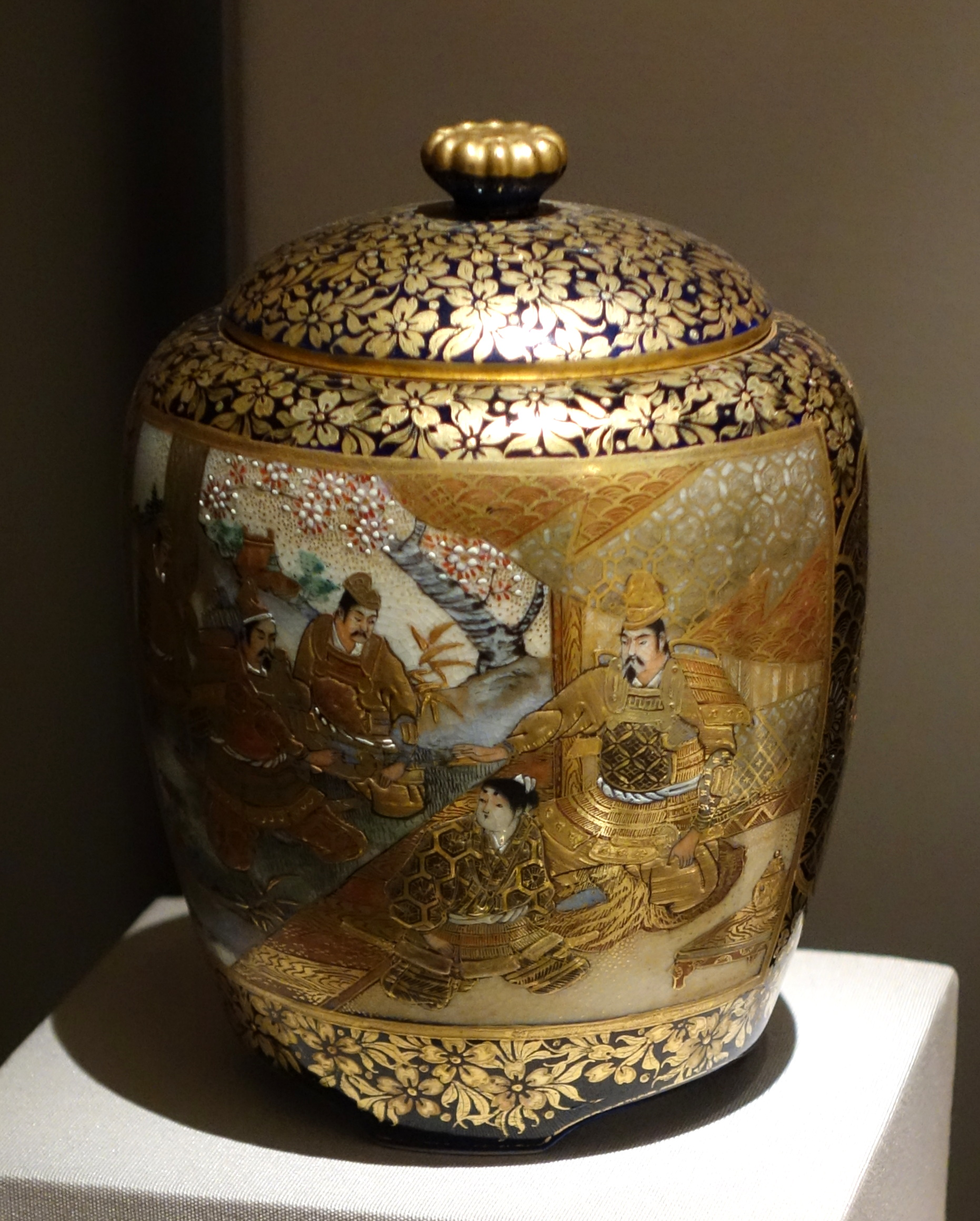
Exhibit in the Chazen Museum of Art, University of Wisconsin-Madison, Madison, Wisconsin, USA.
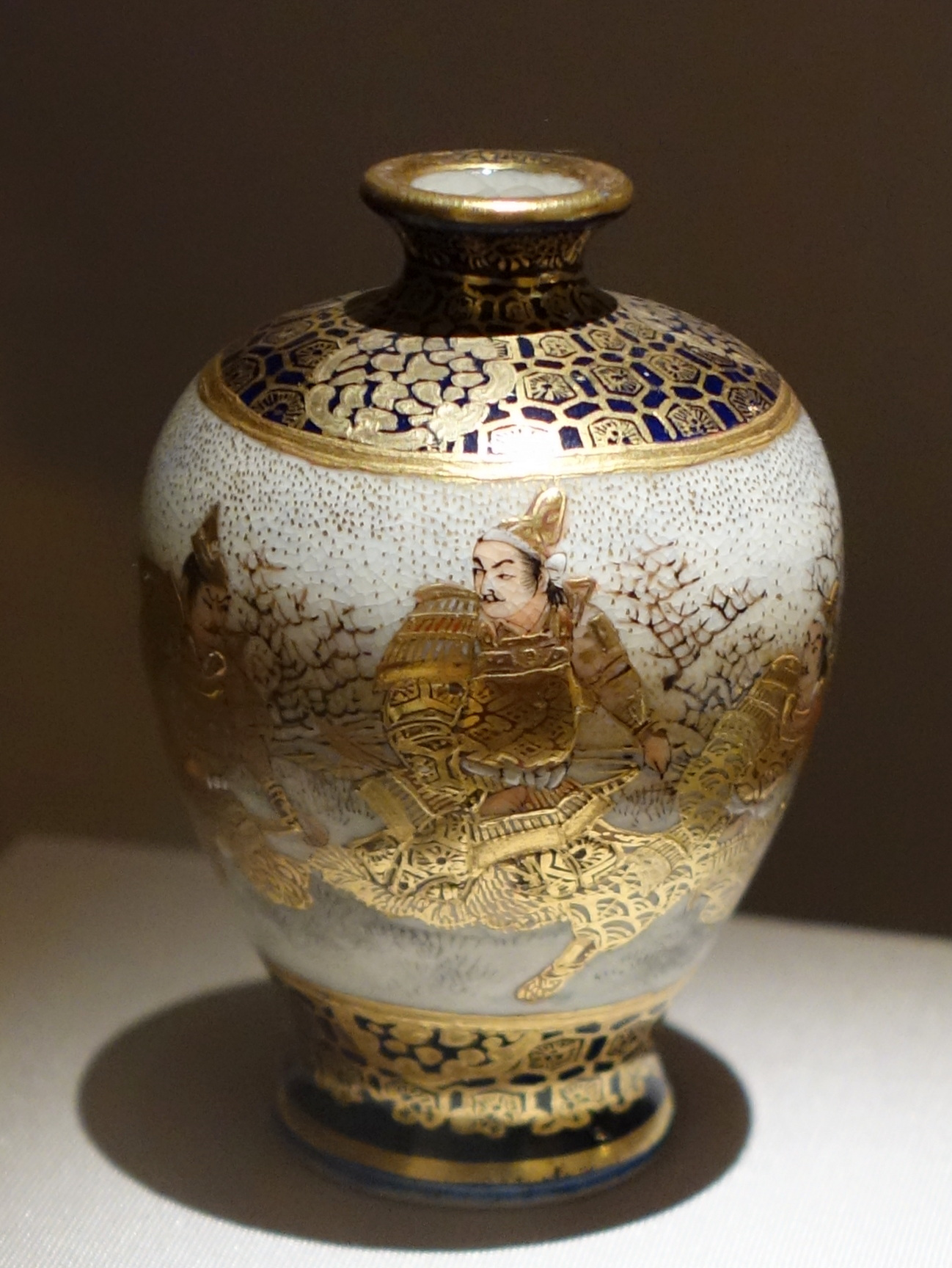
Exhibit in the Chazen Museum of Art, University of Wisconsin-Madison, Madison, Wisconsin, USA.
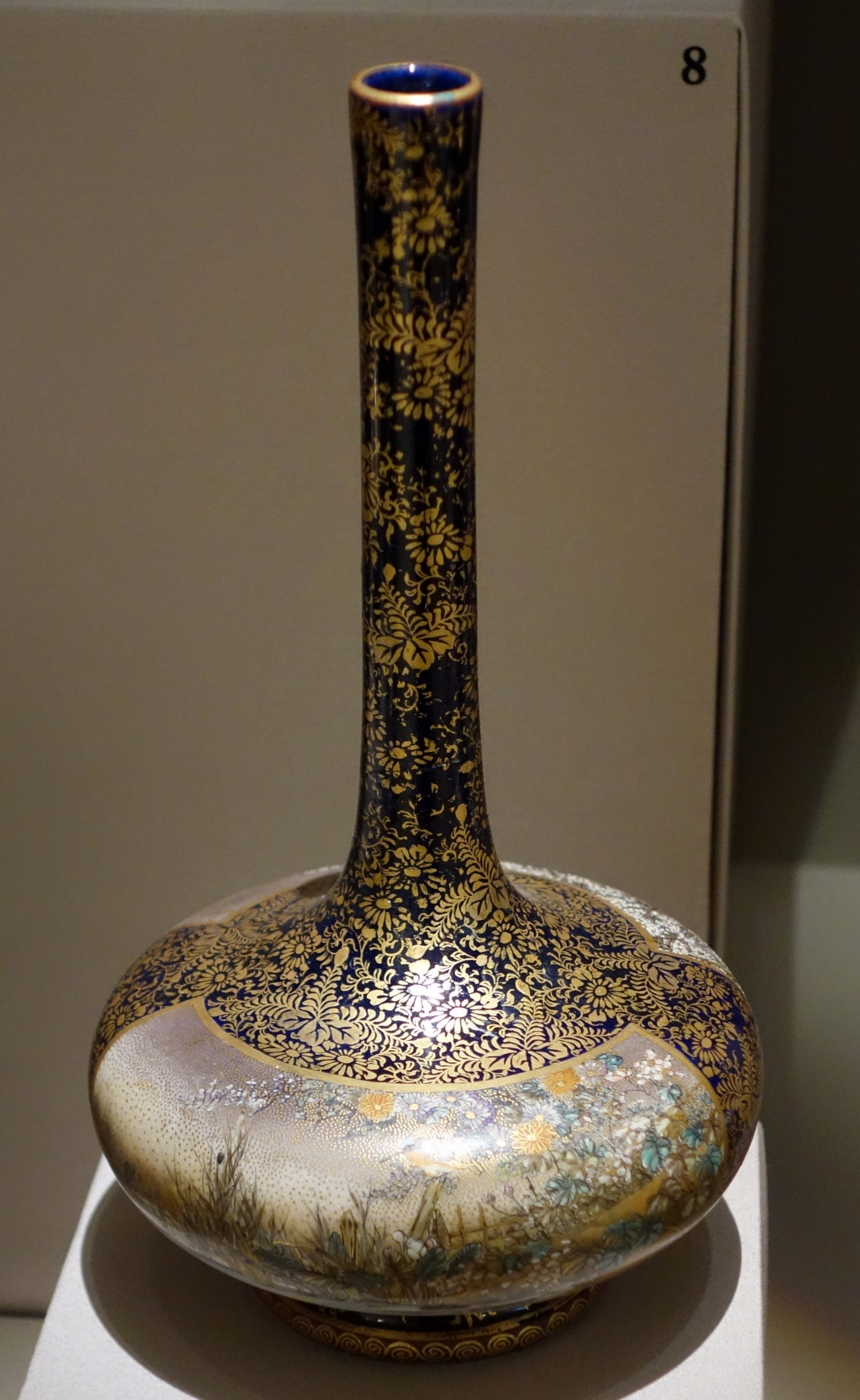
Exhibit in the Chazen Museum of Art, University of Wisconsin-Madison, Madison, Wisconsin, USA.